# Mario Mutis
Mario Alejandro Arístides del Carmen Mutis Pinto (Viña del Mar, 20 d'octubre de 1947), més conegut com a Mario Mutis, o Mario Smoothie, és un músic xilè. Ha exercit com baixista i vocalista de la banda xilena Los Jaivas.

## Biografia
Durant la seva infància va estudiar al col·legi Saint Peter's School de Viña del Mar.
Els seus primers acostaments amb la família Parra es van donar en una baralla de col·legi al Liceu Guillermo Rivera amb Gabriel, futur bateria de la banda. Allí va començar una amistat que perdura durant anys.
En les primeres formacions del grup (llavors conegut com The High & Bass), Mutis i Gato Alquinta van ser guitarristes, fins que un dia va sorgir la disjuntiva d'utilitzar un baix, com tots els grups que ells coneixien. En 1975 va deixar la banda, durant el seu sojorn a l'Argentina, producte de problemes personals; no obstant això, es va reintegrar en 1979 per a gravar els discos més transcendentals de la banda (Alturas de Machu Picchu i Obras de Violeta Parra) viure les etapes de major activitat discogràfica i de gires. En 1985 va tornar a sortir del grup i es va establir a Xile. A l'any següent va sofrir un vessament cerebral i va entrar en estat de coma, sent internat en la Clínica Las Condes. El 1996 va tornar de nou a integrar-se a Los Jaivas i continua amb ells fins al dia d'avui.
El 2011 Los Jaivas van ser convidats a tancar la quarta jornada del Festival Internacional de la Cançó de Viña del Mar. En 2013 va ser convidat a formar part del jurat al Festival de la Cançó de Viña del Mar.